# Троє негідників
«Троє негідників» (англ. 3 Bad Men) — німий чорно-білий вестерн 1926 року.

## Сюжет
Поселенці і старателі масово прибувають на територію індіанців сіу під час «Дакотської лихоманки» в 1870 році. Конокради Майк Костіган, Булл Стенлі і Спейд Аллен приєдналися до походу. Але вони вирішують не красти коней молодої Лі Карлтон, чий батько був убитий в результаті нападу злочинців. Навпаки, вони вирішили захистити жінку і її друга Дена О'Меллі, яких переслідує Лейн Гантер, корумпований шериф і його банда.

## У ролях
- Джордж О'Браєн — Ден О'Меллі
- Олів Борден — Лі Карлтон
- Лу Теллеген — Шериф Лейн Гантер
- Том Сантчі — Булл Стенлі
- Фаррелл Макдональд — Майк Костіган
- Франк Кампо — Спейд Аллен

## Цікаві факти
- Боб Мастранжело назвав його «Одним з найвидатніших фільмів німого епосу Джона Форда».[2]